# Sint-Katelijne-Waver
Sint-Katelijne-Waver (fr. Wavre-Sainte-Catherine) – miejscowość i gmina (gemeente) w Belgii, w Regionie Flamandzkim, w prowincji Antwerpia, w okręgu Mechelen. 1 stycznia 2024 liczyła 21 792 mieszkańców.

## Pochodzenie nazwy
Nazwa gminy składa się z dwóch części: Sint-Katelijne oznacza po niderlandzku Św. Katarzyna i prawdopodobnie odnosi się do św. Katarzyny z Aleksandrii, powszechnego w czasach średniowiecza imienia świętej. Waver, druga część nazwy odnosi się do porastającego w średniowieczu tereny gminy lasu Waverwoud.

## Położenie
Sint-Katelijne-Waver położone jest w dolnym biegu Nete. Oprócz Nete, przez obszar gminy przepływa pięć potoków: Kammaarbeek, Goorbosbeek, Perwijsveldloop, Melenhoekbeek. Wzdłuż Melenhoekbeeka położony jest fragment granicy z Putte, a wzdłuż Vrouwvliet granica z Mechelen.

## Historia
Pierwsze wzmianki o miejscowości pochodzą z 1008 roku. Miejscowości Sint-Katelijne-Waver i Onze-Lieve-Vrouw-Waver zostały założone w pobliżu lasu Waverwoud około XIII w., kiedy wyręb lasu osiągnął swój szczyt.
W 1570 r. gmina liczyła 400 mieszkańców, w latach 1762–1769 około 1430, 1532 w roku 1786, 2954 w 1831, oraz 3213 w 1846 roku
W 1846 roku w miejscowości znajdowały się: dwa młyny, dwa zakłady przetwórstwa olei roślinnych, trzy browary, gorzelnia, warsztaty produkujące świece i wielu tkaczy Było wtedy 585 domów, w tym 9 niezamieszkanych. W 1686 były trzy browary, 26 tawern oraz sześć sklepów
1 stycznia 1977 roku dwie gminy położone na terenie lasu Waverwoud, które połączyły się, zachowały swoje nazwy. Po blisko ośmiu wiekach połączyły się ponownie.

## Podział administracyjny
Gmina dzieli się na dwie dzielnice (deelgemeente): Sint-Katelijne-Waver i Onze-Lieve-Vrouw-Waver oraz dwie osady (gehucht): Elzestraat i Pasbrug) Na granicy dawnych dzielnic znajduje się również osada Hagelstein.

## Demografia

### XIX wiek
| Rok                                                       | 1806 | 1816 | 1830 | 1846 | 1856 | 1866 | 1876 | 1880 | 1890 |
| --------------------------------------------------------- | ---- | ---- | ---- | ---- | ---- | ---- | ---- | ---- | ---- |
| Liczba mieszkańców                                        | 2388 | 2612 | 2911 | 3213 | 3214 | 3257 | 3765 | 3937 | 4493 |
| Uwaga: Na podstawie wyników spisu powszechnego 31 grudnia |      |      |      |      |      |      |      |      |      |

### XX wiek - do fuzji gminy
| Rok                                                                                           | 1900 | 1910 | 1920 | 1930 | 1947   | 1961   | 1970   | 1976   |
| --------------------------------------------------------------------------------------------- | ---- | ---- | ---- | ---- | ------ | ------ | ------ | ------ |
| Liczba mieszkańców                                                                            | 4923 | 6529 | 6738 | 8543 | 10 326 | 11 719 | 13 377 | 14 086 |
| Uwaga: Dane pochodzą ze spisu powszechnego 31 grudnia aż do 1970 roku i spisu 31 grudnia 1976 |      |      |      |      |        |        |        |        |

### Po fuzji gminy
| Rok                                                | 1977   | 1980   | 1985   | 1990   | 1995   | 2000   | 2005   | 2024   |
| -------------------------------------------------- | ------ | ------ | ------ | ------ | ------ | ------ | ------ | ------ |
| Liczba mieszkańców                                 | 17.021 | 17.332 | 17.468 | 17.994 | 18.611 | 19.038 | 19.432 | 21.792 |
| Uwaga: Liczba mieszkańców 1 stycznia - Źródło: NIS |        |        |        |        |        |        |        |        |

## Zabytki

### Zamki
- Zamek Świętego Michała (Sint-Michiels)
- Lombaardstein
- Fruytenborg
- Zorgvliet
- Rozenhouthof

### Gospodarstwa
- Goorboshoeve
- Herenhoeve Slaapt in’t stro
- Kleine Bullemhoeve
- Kretenborghoeve
- Midzeelhoeve
- Sandhoeve
- Schaapstalhoeve
- Schaliënhoeve
- Schranshoeve

### Kaplice
- kaplica Najświętszej Maryi Panny (Onze-Lieve-Vrouw)
- dom opieki Borgerstein

### Kościoły
- Kościół Dobrego Pasterza (Goede Herder)
- Kościół Matki Boskiej ze Smarten (Onze-Lieve-Vrouw van Smarten)
- Kościół Najświętszej Maryi Panny (Onze-Lieve-Vrouw)
- Kościół pw. św. Augustyna (Sint-Augustinus)
- Kościół pw. św. Katarzyny (Sint-Catharina)

### Inne
- dom art déco w Waverwoud
- nagrobek rodziny Ysebrant
- Hooghuis
- stary ratusz w Onze-Lieve-Vrouwe-Waver
- nowy ratusz

### Szkoły
- Sint-Ursula-Instituut wraz z kościołem przyklasztornym

### Wojskowe
- Twierdza 12 "van Midzelen"
- szaniec Bosbeek
- szaniec Dorpveld
- Linia KW

### Muzea
- Muzeum Warzyw 't Grom
- Muzeum Szkoły i Klasy (Schoolmuseum en klasje van toen)

## Przyroda

### Parki
- park Rozendaal
- park św. Michała (Sint-Michiel)
- park Borgerstein
- park Urszulanek

## Kultura

### Wydarzenia
- Dzień Dziedzictwa: w kwietniu
- Tydzień Warzyw: w maju
- Midzeelhoevedag: sierpień
- jarmarki: w Onze-Lieve-Vrouw-Waver oraz Sint-Katelijne-Waver
- rocznica bitwy pod Dorpveldem: koniec września - początek października
- wspomnienie wyprawy Jana Kadoddera: ostatnia niedziela października
- Tydzień Smaku: listopad
- Lichtstoet: Drugi dzień Świąt Bożego Narodzenia (26 grudnia)

## Religie
Sint-Katelijne-Waver jest siedzibą dekanatu Duffel-Sint-Katelijne-Waver, który graniczy z dekanatem Mechelen. Wynika to z podziału wikariatu Brabancja Flamandzka i Mechelen w archidiecezji mecheleńsko-brukselska. Gmina jest podzielone na dziesięć parafii: Sint-Catharina (centrum), De Goede Herder (Pasbrug), Sint-Libertus (Pasbrug), Sint-Augustinus (Elzestraat), Onze-Lieve-Vrouw (Zuurbossen) i Onze-Lieve-Vrouw-van-Smarten (Onze-Lieve-Vrouw-Waver).

## Transport

### Transport publiczny
W Sint-Katelijne-Waver znajduje się linia kolejowa nr 25 i 27 oraz stacja kolejowa Sint-Katelijne-Waver. Ponadto gmina posiada połączenia autobusowe z Mechelen, Lier i okolicznymi miejscowościami utrzymywane przez spółkę De Lijn.

### Sieć drogowa
Główne drogi w gminie to droga N105 łącząca ze stacją kolejową, droga R6 łącząca miasto z Mechelen, Duffelsesteenweg z Duffel, Mechelbaan z Mechelen i Koningshooikt, Bergstraat z Bonheiden i Molenstraat z Putte.

## Polityka
Sint-Katelijne-Waver jest od dziesięciu lat rządzone przez CD&V. Podczas wyborów samorządowych z 2006 roku, ta partia startowała w koalicji z N-VA i w ten sposób CD&V utrzymało władzę. W obecnej kadencji, koalicja jest wspierana przede wszystkim przez trzech członków rady gminy z LDD (były członek VLD i dwóch byłych członków Interesu Flamandzkiego). Opozycja składa się z członków Open Vld, Vooruit i Interesu Flamandzkiego.

## Gospodarka
Na terenie Sint-Katelijne-Waver rolnictwo i ogrodnictwo były tradycyjnymi gałęziami gospodarki. Odbywająca się na terenie gminy aukcja ogrodnicza BelOrta jest największą aukcją spółdzielczą w Europie. Oprócz społeczności ogrodniczej, działa również społeczność szkolna licząca ponad sześć tysięcy uczniów i studentów z siedmiu szkół podstawowych, dwóch szkół średnich i jednej szkoły wyższej.

## Oświata

### Przedszkola i szkoły podstawowe
- miejska Szkoła Podstawowa Dijkstein
- miejska Szkoła Podstawowa GLOC
- miejska Szkoła Podstawowa Octopus
- Szkoła Podstawowa Hagelstein
- Szkoła Sint-Katarina
- Szkoła Podstawowa WAVO
- Szkoła Podstawowa Heilig Hart

### Szkoły średnie
- Hagelstein College
- Sint-Ursula-Instituut

### Szkoły wyższe
De Nayer Instituut, z wydziałami Katholieke Universiteit Leuven oraz Wyższej Szkoły im. Tomasza More'a

## Osoby

### urodzone w Sint-Katelijne-Waver
- Jef Andries (18 stycznia 1919 – 26 września 2006), piłkarz
- Charles Budts (9 marca 1893 – ?), kolarz
- Louis Budts (7 września 1890 – 29 december 1977), kolarz
- Bart Cannaerts (19 czerwca 1980), komik stand-upowy
- Alois De Hertog (9 sierpnia 1927 – 22 listopada 1993), kolarz
- Jean Dockx (14 maja 1941 – 15 stycznia 2002), piłkarz
- Juliaan Rene Van Loock (28 czerwca 1920 – 8 lipca 1972 ), kolarz
- Herman Portocarero (6 stycznia 1952), pisarz
- Frans Verschoren (1874 – † 1951), pisarz młodzieżowy i prozaik

### związane z gminą
- Peter op de Beeck (1733–1824), szalbierz
- Gebroeders Bollekens, konstruktor samolotów
- Tom Van den Bosch, kolarz
- Guy Culot, kolarz i medalista paraolimpijski
- Luc Van Dessel, trener koszykówki m.in. R.C. Mechelen
- Viviane Dumortier, były mistrz Belgii w judo
- Pauline Grossen, modelka i aktorka
- Suske Henderickx, piosenkarz
- Yves Van Herp, piłkarz
- Jan Kadodder, przywódca krótkotrwałego buntu przeciwko wojskom lotaryńskim w 1648 roku
- Michel Preud’homme, piłkarz i trener piłkarski
- Mats Rits, piłkarz
- Carl Schmitz, dj/producent w Qmusic
- Ingeborg Sergeant, piosenkarka, aktorka, prezenterka
- Maarten Serneels (8 lipca 1985), grafik
- Jenny Tanghe (15 sierpnia 1926 – 11 marca 2009), aktorka
- Manu Verreth (29 lutego 1940 – 30 października 2009), aktor
- René Verreth (29 lutego 1940), aktor

## Sport

### Piłka nożna
W gminie Sint-Katelijne-Waver działają cztery drużyny piłki nożnej zrzeszone w KBVB: KSK Wavria w Onze-Lieve-Vrouw-Waver, Koninklijke Football-Club Katelijne w śródmieściu, KGR Katelijne przy granicy z Mechelen i Red Boys Elzestraat przy granicy z Duffel. Oprócz tego istnieje jeszcze zrzeszona w KBVB drużyna halowej piłki nożnej ZVK Katelijne.

### Koszykówka
Żeńska drużyna koszykówki BC Sint-Katelijne-Waver w sezonie 2006–2007 zakwalifikowała się do 1. ligi i zakończyła rozgrywki na trzecim miejscu. Od tamtej pory co roku zajmuje miejsce w pierwszej trójce, a w sezonie 2009–2010 zdobyła mistrzostwo Belgii.

### Inne sporty
- WAK-Waver, klub badmintona grający w pierwszej lidze PBA
- Klub Golfowy De Wijnvelden, klub pięciokrotnego mistrza Belgii Rapha Vanbegina
- Centrum nurkowania Ludwiga Neefsa, największe centrum nurkowania PADI w Belgii
- Bansoo Gym, klub kick-boxingu mistrza Belgii z 2007 roku w wadze lekkiej poniżej 84 kg Jelle Hermansa.

## Współpraca
Miejscowość partnerska:
- Iernut, Rumunia

## Galeria

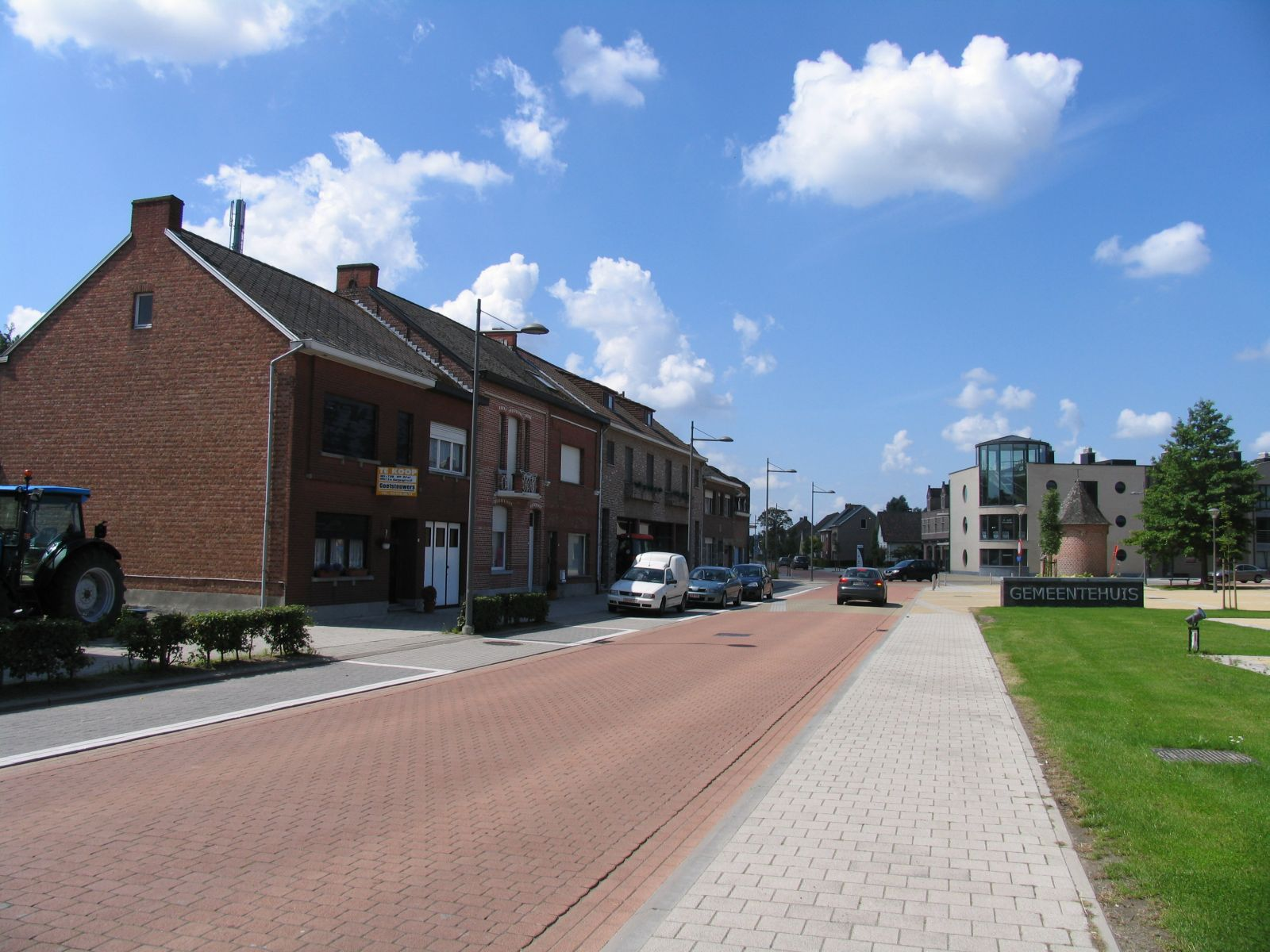
Leliestraat w kierunku Mechelen
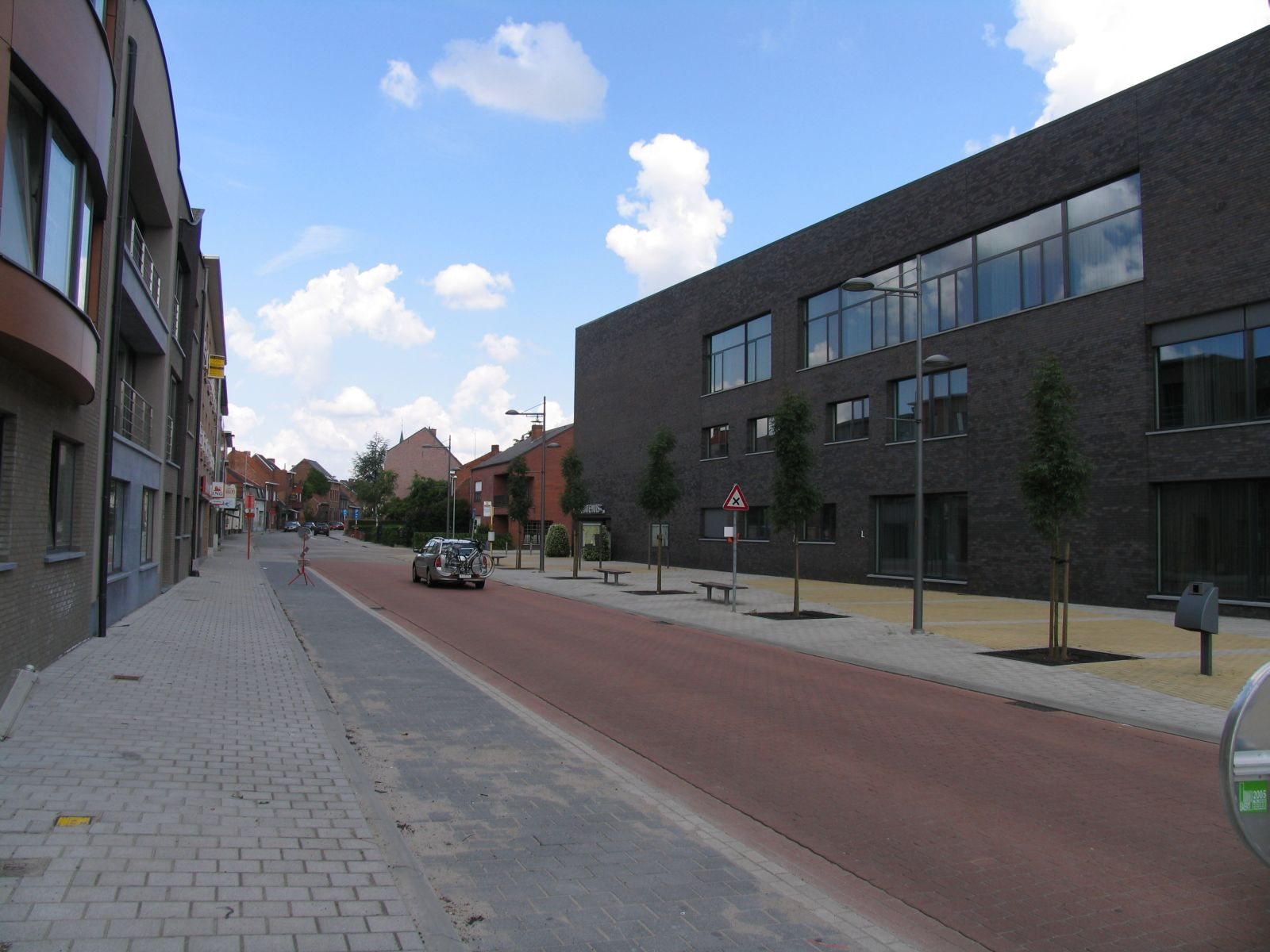
Ratusz
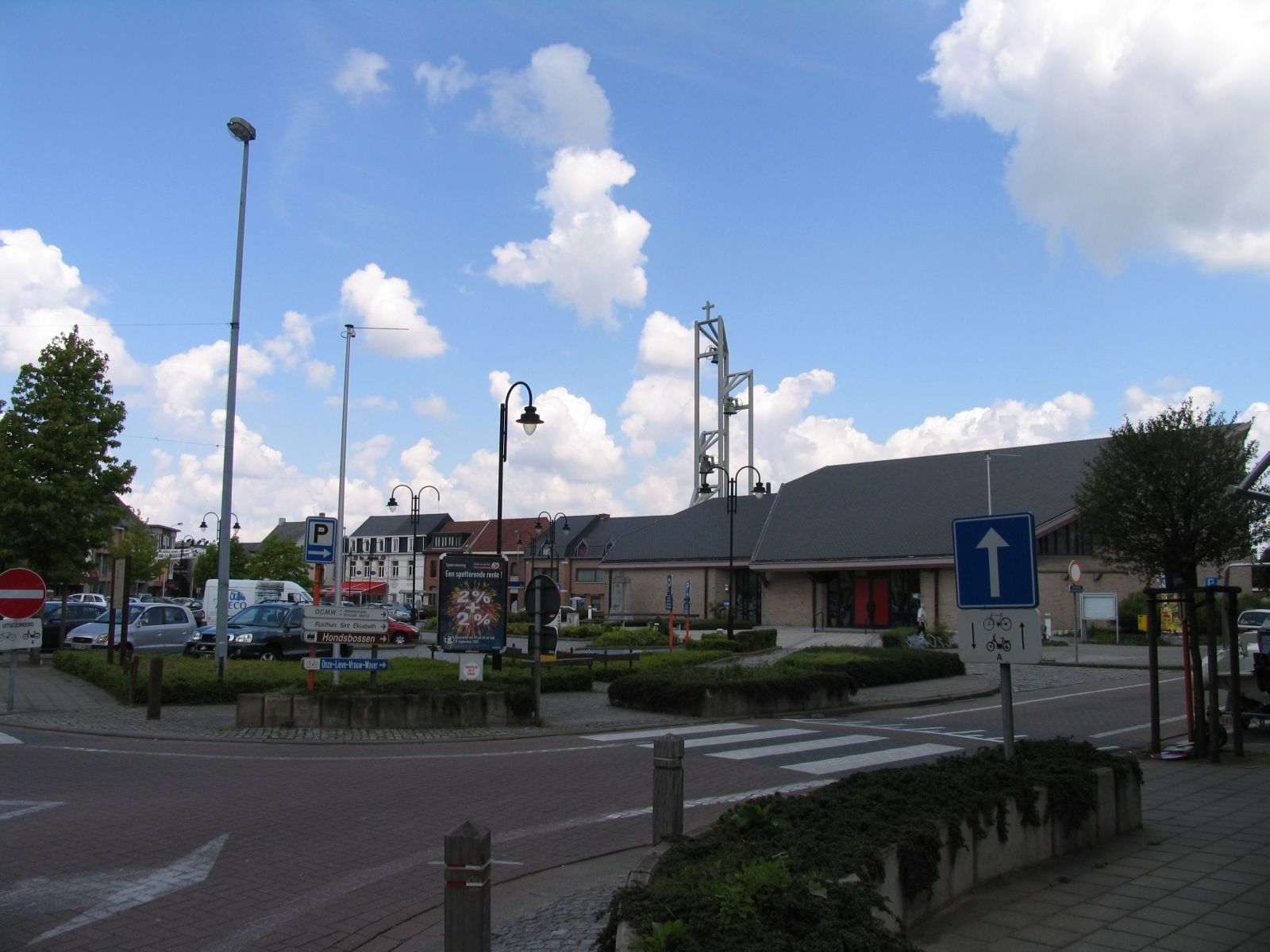
Rynek

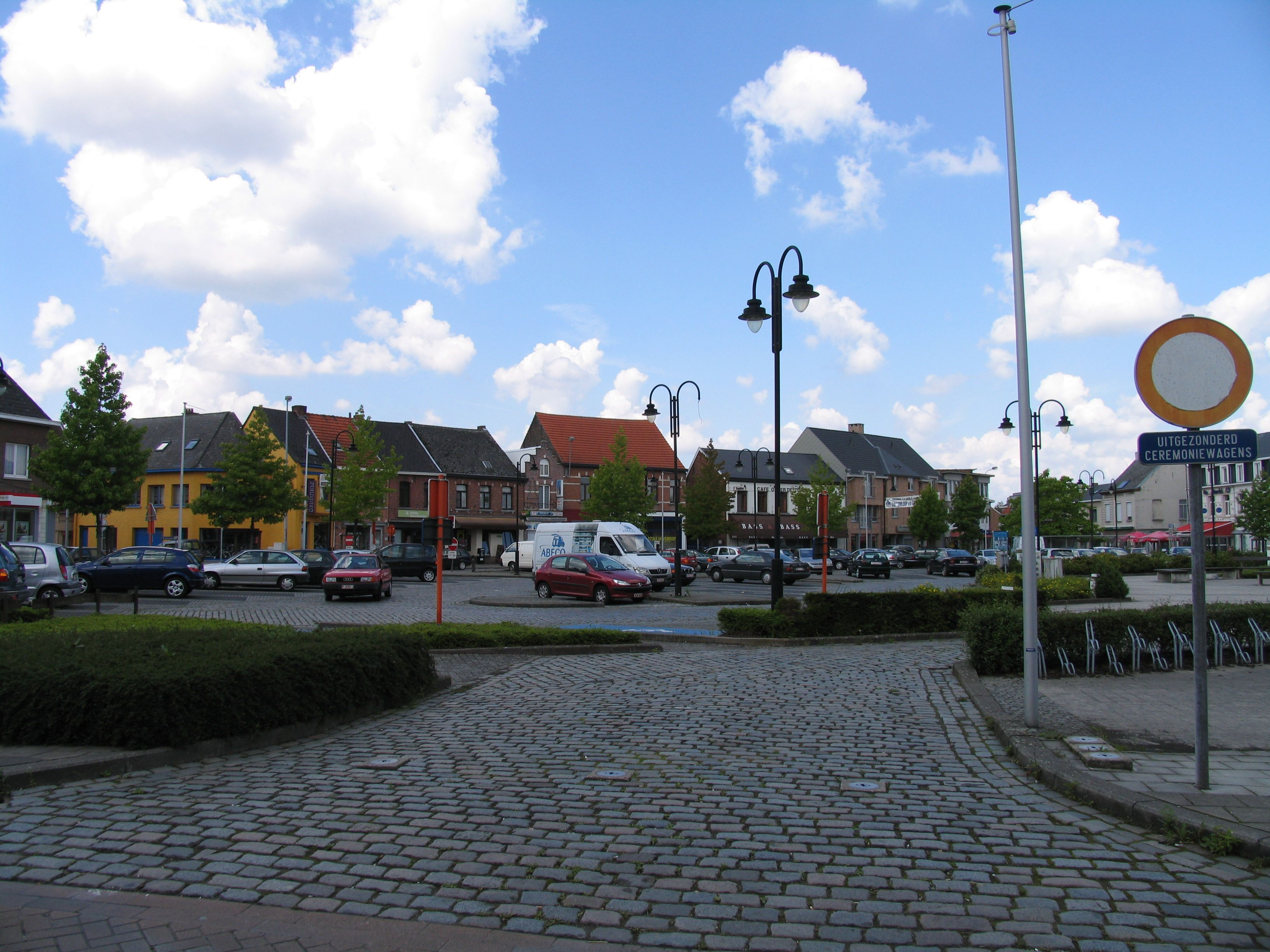
Rynek
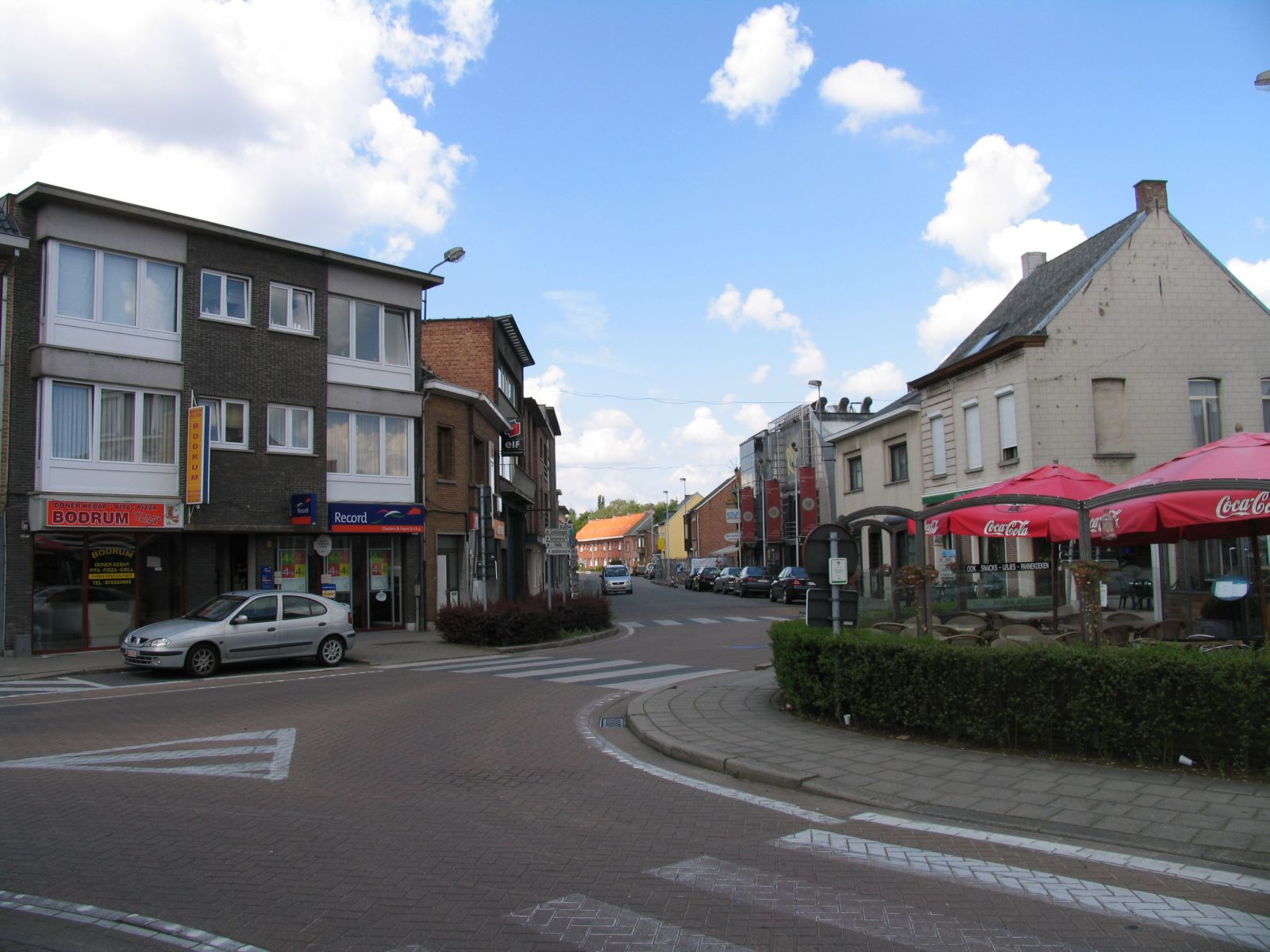
Rynek, w kierunku Stationsstraat - Walem
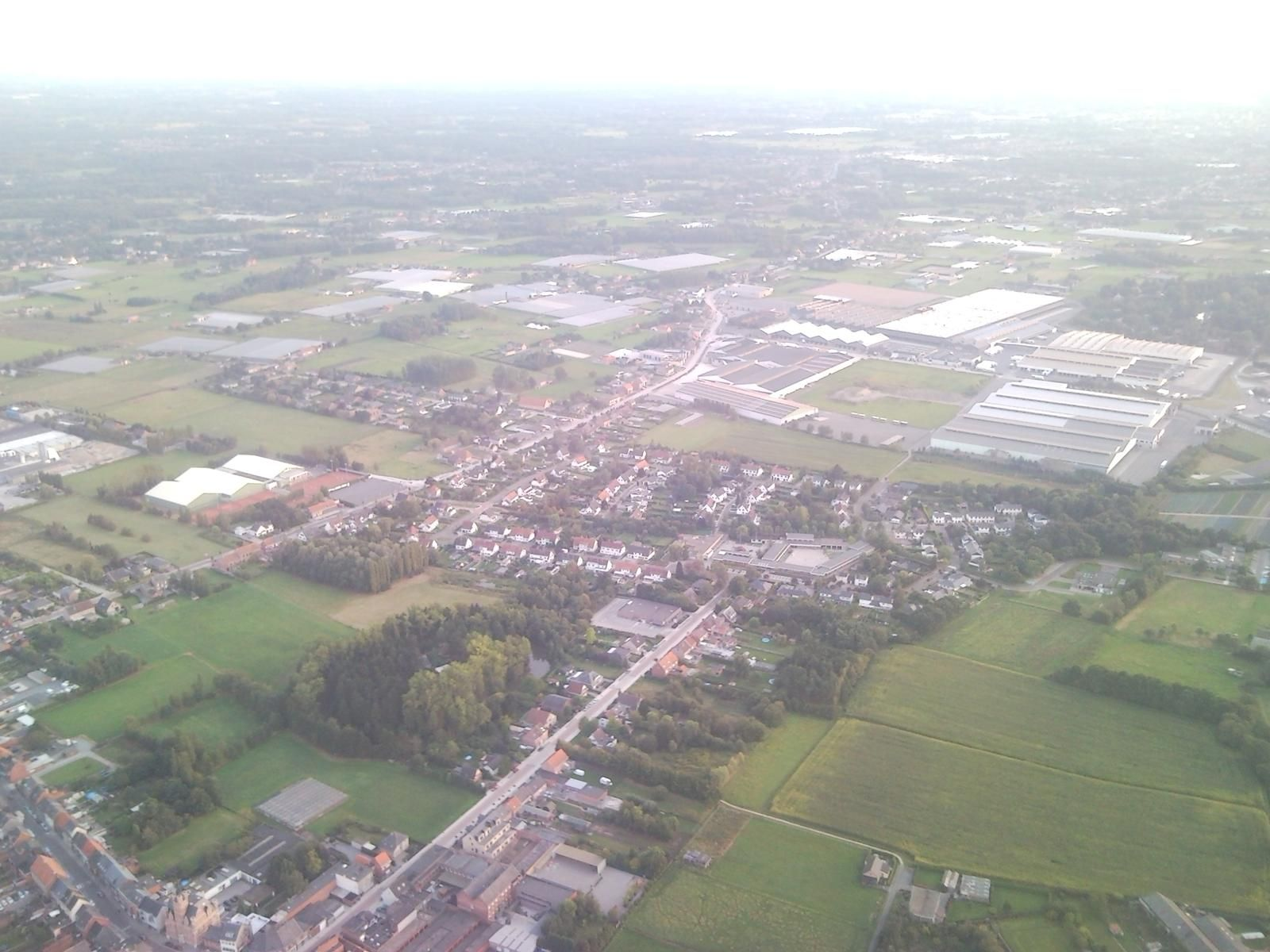
Veiling, Heiveld, Mechelsesteenweg